# Liste des sénateurs des Hautes-Pyrénées

## Ve République
- Antoine Béguère (Républicains et indépendants) de 1959 à 1960
- Paul Baratgin (Gauche démocratique) de 1959 à 1966
- Robert Burret (Républicains et indépendants) de 1960 à 1965
- Pierre Bourda (Gauche démocratique) de 1965 à 1974
- Pierre Mailhé (Gauche démocratique) de 1966 à 1974
- René Billères (Radicaux de gauche) de 1974 à 1983
- Hubert Peyou (Rassemblement démocratique et européen) de 1974 à 1992
- François Abadie (Rassemblement démocratique et européen) de 1983 à 2001
- François Fortassin (Rassemblement démocratique et social européen) de 2001 à 2017
- Josette Durieu (Socialiste) de 2001 à 2017
- Michel Pélieu (Rassemblement démocratique et social européen) en 2017

## IVe République
- Paul Baratgin (Gauche démocratique) de 1946 à 1959
- Pierre Bourda (Gauche démocratique) de 1958 à 1959
- Gaston Manent (Gauche démocratique) de 1948 à 1958

## IIIe République
- Jean Adnet de 1876 à 1882
- Louis Cazalas de 1876 à 1882
- Germain Dupré de 1882 à 1891
- Armand Deffis de 1882 à 1892
- Jean Dupuy de 1891 à 1919
- Gustave Baudens de 1893 à 1900
- Alphonse Pedebidou de 1900 à 1925
- Paul Dupuy de 1920 à 1927
- Louis Noguès de 1925 à 1936
- Manuel Fourcade de 1927 à 1940
- Émile Mireaux de 1936 à 1940